# Сантионлунка (Ковасна)
Сантионлунка (рум. Sântionlunca) насеље је у Румунији у округу Ковасна у општини Озун. Oпштина се налази на надморској висини од 516 m.

## Становништво
Према подацима из 2011. године у насељу је живело 808 становника.